# NaNaNa サマーガール
「NaNaNa サマーガール」（ナナナ サマーガール）は、ポルノグラフィティの楽曲。2005年8月3日にSME Recordsより18作目のシングルとしてリリースされた。

## 概要
前作『ネオメロドラマティック／ROLL』から5ヶ月ぶり、『7thライヴサーキット "SWITCH"』の合間を縫ってのリリース。
ジャケットに描かれている犬は、表題曲の歌詞中にも登場するまゆ毛犬。が前作に引き続き、ジャケットデザインは藤田二郎、ADは榊原直樹が担当している。
本作より全収録曲のレコーディングでの演奏者がクレジットに表記されるようになった。
薄型のマキシCDケースでのリリース、♂・♀を用いた「PORNO GRAFFITTI」のロゴマークの使用は本作が最後となっている。

## 収録曲
| 全編曲: ak.homma, Porno Graffitti。 |                         |                    |                    |       |
| #                                   | タイトル                | 作詞               | 作曲               | 時間  |
| 1.                                  | 「NaNaNa サマーガール」 | 新藤晴一           | 新藤晴一           | 4:04  |
| 2.                                  | 「PRISON MANSION」      | 新藤晴一           | ak.homma           | 5:03  |
| 3.                                  | 「稲妻サンダー99」      | ポルノグラフィティ | ポルノグラフィティ | 1:39  |
| 合計時間:                           | 合計時間:               | 合計時間:          | 合計時間:          | 10:46 |

## 楽曲解説
1. NaNaNa サマーガール
  - メンバー曰く「"夏"ってものにストレートに取り組んだ作品」[1]。
  - イントロや間奏など曲の随所に使われている不思議な音色は、ギターの音色をトーキング・モジュレーターという特殊なエフェクターによって変化させたもの[注釈 3]。
  - MVには『7thライヴサーキット "SWITCH"』沖縄公演[注釈 4]（2005年7月23日）のドキュメント映像と同公演のアンコールで本楽曲を披露した際の映像が使用されている。
  - 6thアルバム『m-CABI』初回生産限定盤には、本楽曲の続編となる「NaNaNa ウィンターガール」が収録されている[注釈 5]。
  - 2020年8月17日に新藤のラジオ番組『カフェイン11』（bayfm）が放送900回を迎えた際には、岡野がゲスト出演し、本楽曲をリモートで生演奏した[2]。
2. PRISON MANSION
  - タイトルは刑務所・監獄の意。
  - 歌詞は現代の日本を風刺した内容となっており、夏を連想する言葉を羅列した「NaNaNa サマーガール」と対比した詞を書くという意図を持って制作された[1]。
  - 本作の表題曲候補でもあり、岡野は「（『NaNaNa サマーガール』と）どちらを1曲目にするかすごく悩んだ」と語っている[1]。
3. 稲妻サンダー99
  - ポルノグラフィティ名義での作詞・作曲で、本楽曲が初のメンバーの共同作曲となった。
  - 新藤曰く「2曲終わったときに『何か必要だな！』という心の声が聞こえたから」という理由から、前2曲のレコーディング後のスタジオにてわずか2時間で制作された[1]。
  - タイトルの99は「ナインティナイン」と読み、曲の長さである1分39秒（99秒）と自身の99曲目を指す[注釈 6]。
  - 制作当初の曲中の雄叫びは「SWITCH！」であったが、「それでは"SWITCH"ツアーが終わったら二度と使えない曲になる」という理由から、「ジャパン！」に変更された[注釈 7][1]。

## Additional Musicians
1. NaNaNa サマーガール
  - Drums: 松永俊弥
  - Bass: 野崎森男
  - Chorus: 佐々木久美
  - Synthesist: 飯田高広
  - Guitar Master: 小倉博和
  - E.Guitar Sound Designer: 遠藤太郎
  - All Other Instruments: ak.homma
2. PRISON MANSION
  - Drums: 松永俊弥
  - Bass: 野崎森男
  - Chorus: 佐々木久美
  - Synthesist: 飯田高広
  - All Other Instruments: ak.homma
3. 稲妻サンダー99
  - Drums: 松永俊弥
  - Bass: 野崎森男
  - Chorus: うぐいすボーイズ
  - Synthesist: 飯田高広
  - Organ: ak.homma

## 収録作品
| タイトル            | 収録作品 |
| ------------------- | --- |
| NaNaNa サマーガール | - アルバム - 6thアルバル『m-CABI』 - ベストアルバム『PORNO GRAFFITTI BEST ACE』 - ベストアルバム『PORNOGRAFFITTI 15th Anniversary "ALL TIME SINGLES"』 - ベストアルバム『ポルノグラフィティ全書 〜ALL TIME SINGLES〜』 - ミュージックビデオ - ビデオクリップ集『COMPLETE CLIPS 1999-2008』 - ビデオクリップ集『PG CLIPS 3rd LAP』 - ライヴ映像 - ライヴ映像作品『横浜ロマンスポルノ'06 〜キャッチ ザ ハネウマ〜 IN YOKOHAMA STADIUM』 - ライヴ映像作品『"OPEN MUSIC CABINET" LIVE IN SAITAMA SUPER ARENA 2007』 - ライヴ映像作品『つま恋ロマンスポルノ'11 〜ポルノ丸〜』 - ライヴ映像作品『13thライヴサーキット "ラヴ・E・メール・フロム・1999" Live in MARINE MESSE FUKUOKA』 - ライヴ映像作品『神戸・横浜ロマンスポルノ'14 〜惑ワ不ノ森〜 Live at YOKOHAMA STADIUM』 - ライヴ映像作品『横浜ロマンスポルノ'16 〜THE WAY〜 Live in YOKOHAMA STADIUM』 |
| PRISON MANSION      | - ライヴ映像 - ライヴ映像作品『"OPEN MUSIC CABINET" LIVE IN SAITAMA SUPER ARENA 2007』 - ライヴ映像作品『神戸・横浜ロマンスポルノ'14 〜惑ワ不ノ森〜 Live at YOKOHAMA STADIUM』 |
| 稲妻サンダー99      | - ライヴ映像 - ライヴ映像作品『7th LIVE CIRCUIT "SWITCH" 2005』 - ライヴ映像作品『横浜・淡路ロマンスポルノ'08 〜10イヤーズ ギフト〜 LIVE IN AWAJISHIMA』 |